# Водные объекты Москвы
Список водоёмов Москвы.
В пределах МКАД находятся около 150 малых рек и ручьёв, а также около 240 открытых водоёмов (прудов и озёр). В некоторых особо охраняемых природных территориях на "старой" территории Москвы сохранились болота.
Кроме прудов существуют и другие виды искусственных водоёмов — каналы и водохранилища, созданные для облегчения судоходства или с целью увеличить поступление воды в некоторые реки и водопровод Москвы. Обводнение осуществляется с использованием водных ресурсов Волги.
Большинство малых рек в черте города до 1 июля 2012 заключены в коллекторы.
Кроме того, большое количество водоёмов находится на территории Новой Москвы (Троицкий и Новомосковский административные округа).

## Реки

### Крупные реки
- Москва
- Яуза

### Малые реки и ручьи

#### А
- Алёшинка — река в Новомосковском административном округе Москвы, приток Сетуни.
- Алтуфьевская речка (также Самотёка, Самотышка, Самотечка, Самотыга) — река на севере Москвы, правый приток Чермянки.
- Андреевские заразы (также Андреевский овраг) — правый приток Москвы-реки, расположенный в черте города Москвы на территории Нескучного сада.

#### Б
- Банная канава (река) — река на востоке Москвы (в Новокосино), левый приток Руднёвки.
- Банька — река в Московской области России, левый приток Москвы-реки.
- Барышиха (также Борисиха, Уваров овраг) — река на северо-западе города Москвы и в Московской области, в том числе на территории Митино, СЗАО города Москвы; левый приток Москвы.
- Беляевский овраг (также овраг Беляева) — бывшая речка на юге Москвы, в Царицыне, левый приток Котляковки.
- Бескудниковский ручей (также Ржавец) — левый приток Лихоборки.
- Бирюлевский ручей — ручей в Южном административном округе, на территории ООПТ «Царицыно». В прошлом левый приток Язвенки, ныне впадает в Верхний Царицынский пруд.
- Битца — река в Москве и Московской области, левый приток Пахры.
- Верхний Богородский ручей (также Богатырский ручей) — левый приток Яузы.
- Нижний Богородский ручей — исчезнувший левый приток Яузы, устье было расположено немного южнее Верхнего Богородского ручья.
- Богоявленский ручей — убранный в коллектор ручей на севере Москвы, впадал в ныне не существующий Богоявленский пруд на Лихоборке вблизи Алтуфьевского шоссе.
- Болдов ручей (также Вонючка) — река в Зеленограде, левый приток Сходни.
- Большой Носков ручей (также Носковка) — река расположена на юго-востоке Москвы, левый приток Москвы-реки.
- Ботанический ручей — ручей и овраг находятся на юго-западе Москвы, правый приток Битцы.
- Бояков овраг (и ручей) — правый приток Городни.
- Братовка (также Братцевский ручей) — река на северо-западе Москвы, левый приток Сходни.
- Брёховский овраг — ручей на юго-западе Москвы, правый приток Очаковки.
- Бубна — река в центре Москвы, левый приток реки Пресни.
- Бугайка — река на северо-востоке Москвы, левый приток Яузы.
- Будайка — река на северо-востоке Москвы, левый приток Яузы.
- Буданка — река в центральной части Москвы, правый приток Москвы-реки.
- Бурцевский ручей — река в Зеленограде, правый приток Клязьмы.
- Бутаковский залив — залив на Химкинском водохранилище, бывшая река Грачевка (также Чернавка).
- Бутырский ручей — бывший ручей в Москве, правый приток Неглинной, исток был у Савёловского вокзала.

#### В
- Вавилон (ручей) — левый приток реки Москвы. Берёт начало из колодца под названием Вавилон (близ Новодевичьего монастыря)
- Владыкинский ручей — ручей на севере Москвы, левый приток Лихоборки.
- Воробьёвка — река в Химкинском лесопарке, левый приток Химки.
- Воронинский овраг — ручей на юго-западе Москвы, левый приток Очаковки

#### Г
- Гвоздянка — река в Москве и Московской области, левый приток Пахры.
- Глинушка (также Крюковка, Кутузовский ручей) — река в Зеленограде, левый приток Горетовки.
- Гнилуша — река на западе Москвы, правый приток Москвы-реки.
- Голеневский ручей — ручей в Зеленограде, правый приток реки Сходни.
- Головинский ручей — бывший ручей в Москве, по его руслу проложен Головинский канал (также Лихоборский канал).
- Голосов овраг — овраг в Москве, на территории музея-заповедника Коломенское.
- Гольяновский ручей — ручей на востоке Москвы, левый приток Яузы.
- Горбутанский овраг — река на юге Москвы, левый приток Кузнецовки.
- Горетовка — река в Московской области России, правый приток реки Сходни.
- Городня — река в Москве, второй по длине и расходу воды после Сетуни правый приток Москвы-реки в черте города.
- Горячка (также Горленка, Останкинский ручей) — река в Останкине, правый приток Яузы.
- Грачёвка (также Чернавка, Чернава) — река на северо-западе Москвы, правый приток Химки.
- Гузеев овраг — ручей на юге Москвы, правый приток Журавенки.

#### Д
- Давыдковский ручей — ручей на западе Москвы, левый приток Сетуни.
- Дангауровский ручей — ручей в Москве, левый приток Нищенки.
- Даниловский ручей (также Даниловка, Худеница) — река в центральной части Москвы (ЮАО), правый приток Москвы.
- Девкин ручей — ручей на севере Москвы, левый приток Алтуфьевской речки.
- Деревлёвский ручей (также Водянка) — ручей в северной части Битцевского леса
- Дубинкинская речка (также Усков овраг, Дубинкинский, Улицкой, Марьинской, Голубинской овраг, верхний правый отвершек — Борисовский овраг) — речка в Ясенево, правый приток Чертановки.
- Дьяковский овраг — правый приток реки Москвы вблизи Коломенского.

#### Е
- Екатерининский ручей (также Екатерининский овраг) — ручей в Нескучном саду, правый приток Москвы.
- Ельницкий ручей — ручей на востоке Москвы, правый приток Сосенки.
- Ермаковский ручей (также Верхняя Чёрная Грязь) — левый приток Москвы-реки на западе Москвы.

#### Ж
- Жабенка (также Жабина, Жабовка, Жабня) — река на севере Москвы правый приток Лихоборки.
- Жужа (также Большой овраг) — малая река, правый приток Москвы-реки, ЮАО, районы Нагатино-Садовники и Нагатинский Затон.
- Жуковский овраг (также Козловский овраг, Комсомольский овраг) — ручей в центральной части Москвы, левый приток Сетуни.
- Журавенка (в верхнем течении Попов ручей) — река в Восточном Бирюлеве, левый приток Битцы.
- Журавка (также Жеравка, Муравка) — река в Митине, правый приток Сходни.

#### З
- Завьяловский ручей — ручей в Аннинском лесопарке, левый приток Битцы.
- Захарковский овраг — бывший ручей на северо-западе Москвы, правый приток Химки.
- Звероножка (также Звериножка, Здериножка) — река на севере Москвы, левый приток Чермянки.
- Зениборовский овраг — ручей на юге Москвы, левый приток Битцы.
- Золотой Рожок (также Лефортовский ручей) — ручей, нижний левый приток реки Яузы.

#### И
- Ивница — река в Москве, левый приток реки Сетуни.
- Ичка — река в Москве и Московской области России, левый приток реки Яузы.

#### К
- Кабанка (существовала также Кабаниха, возможно, та же самая река) — малая река в центре Москвы, левый приток реки Пресни.
- Казённый ручей (также Банный ручей,Клещинской овраг, Клещинский исток) — река на северо-востоке Москвы, правый приток Верхнего Богородского ручья (через Казённый пруд).
- Каменка (также Ка́шенка, Берёзовка) — река на севере Москвы, правый приток Яузы.
- Каменка — река в Зеленограде, левый приток Горетовки.
- Каменные Заразы (также Кладбищенский овраг) — ручей на западе Москвы, правый приток Москвы.
- Капитовка — река на севере Москвы, правый приток Яузы.
- Капля (также Капелька) — речка в центры Москвы, левый приток Напрудной.
- Кашенка — река на севере Москвы, правый приток Яузы.
- Керосиновый ручей — ручей на северо-западе Москвы, левый приток реки Москвы.
- Кипятка — река на юго-западе Москвы, нижний правый приток р. Сетуни.
- Клязьма — река, левый приток Оки.
- Кобылий овраг — овраг на западе Москвы, правый приток Москвы.
- Козеевский ручей — ручей на северо-востоке Москвы, в Медведкове, правый приток Чермянки.
- Коломенка (также Копань) — бывшая река в Москве, левый приток Нищенки на юго-востоке Москвы.
- Колотушкин овраг (также Петрухин овраг) — овраг на юге Москвы близ Коломенского. Правый приток Москвы-реки.
- Комаровская речка (также Ярцовской овраг) — река на юге Москвы, левый приток Битцы.
- Коньковский ручей (также Коньковский овраг, Каневский овраг, Каняевский овраг, Деревлёвской овраг, Вороновской овраг) — река на юге Москвы, левый приток Чертановки.
- Коптевский ручей — ручей на северо-западе Москвы, левый приток Жабенки.
- Копытовка (также Трестенка, Трепанка) — река на северо-востоке Москвы, правый приток реки Яузы.
- Коровий Враг — река на севере Москвы, левый исток Лихоборки.
- Коршуниха (также Черёмушка) — река на юге Москвы, левый приток реки Котловки.
- Косинский ручей — ручей в восточной части Москвы, в Измайлове, правый приток Серебрянки.
- Косинский ручей — река на востоке Москвы, левый приток Чурилихи.
- Котловка — река на юго-западе Москвы, правый приток реки Москвы.
- Котляковка (также Корнеевский овраг, Карнаров овраг, Пушкин овраг) — левый приток реки Городня.
- Котляковский ручей — река на юге Москвы, левый приток Чертановки.
- Краснопресненские пруды — пруды на Студенце
- Красный ручей — ручей на востоке Москвы, левый приток реки Серебрянки.
- Кровянка — река на юго-западе Москвы, левый приток Чуры.
- Крылатский ручей — река на западе Москвы, правый приток Москвы.
- Кузнецовка — река на юге Москвы, правый приток Шмелёвки.
- Кукринский ручей — ручей на юго-западе Москвы, правый приток Очаковки.
- Кукуевская балка — ручей в Зеленограде, правый приток Каменки.
- Кукуй (он же Кокуй, Чечёрка) — бывший ручей в Москве, левый приток Чечёры.
- Куминский овраг — овраг на северо-западе Москвы, правый приток Ходынки.
- Кунцевские заразы (также Проклятого Места ручьи) — пять овражно-балочных систем на западе Москвы с ручьями-правыми притоками Москвы-реки.
- Куркинский ручей — ручей на северо-западе Москвы, левый приток Машкинского ручья.
- Кусковский ручей — ручей на востоке Москвы, правый приток реки Чурилихи.

#### Л
- Лебяжий овраг - Левый приток Чертановки напротив Узкого.
- Левая Ржавка — река в Зеленограде, левый приток Ржавки.
- Ленивка (также Ленивый вражек) — река в центре Москвы, левый приток Москвы. Насимович считает, что указание на Ленивку как левый приток Черторыя ошибочно.
- Леоновский ручей (также Высоковский ручей, Медведковский ручей) — река на северо-востоке Москвы, левый приток Яузы.
- Лианозовский ручей (Абрамцевский) — речка на северо-востоке Москвы, приток Самотеки (Алтуфьевской речки).
- Ликова́ (также Ли́ковка) — река в Москве и Московской области, левый приток реки Незнайки.
- Липитинский ручей — ручей на востоке Москвы, в Измайловском лесопарке, правый приток Серебрянки.
- Лихоборка (в верхнем течении Бусинка) — река на севере Москвы и в Московской области, самый крупный правый приток Яузы.
- Лось — река на северо-востоке Москвы, левый и самый большой приток Ички.
- Овраг Лыхина — левый приток Шмелевки.
- Люберка — река на востоке Москвы и в Люберцах, правый приток Пехорки.
- Ляхвинский овраг — бывший левый исток Очаковки.

#### М
- Малинский ручей — ручей находится в Зеленограде, левый приток Горетовки.
- Малая Гнилуша (приток Москвы-реки) — ручей на западе Москвы, приток Москвы-реки.
- Малый Носков ручей — левый приток Большого Носкова ручья.
- Марьинский ручей — ручей в Новомосковском административном округе города Москвы, проходящий с северо-запада на юго-восток по территории Валуевского лесопарка, правый приток Ликовы.
- Машкинский ручей — ручей на северо-западе Москвы, на территории природного парка «Долина реки Сходни в Куркино», левый приток Сходни.
- Михайловский овраг — река на юге Москвы, левый приток Битцы.
- Мо́ча — река в Москве и Московской области, правый приток Пахры.

#### Н
- Назарьевка — река Зеленограде, правый приток Сходни.
- Напрудная (также Рыбная, Синичка, по некоторым источникам также Самотека, Самотечка, Самотыга) — река в центральной части Москвы, левый приток реки Негли́нной.
- Натошенка (также Неве́ренка, Неве́рка, Неве́решка, Наве́ршка, Неве́ршка, Наве́рашка, Наве́решка, Нове́шка, Нове́ш, Нови́шка, Ве́шка) — река на западе Москвы и в Московской области, правый приток реки Сетунь.
- Неглинная (также Негли́нка, Негли́нна, Негли́мна, Самотёка) — река в центре Москвы, левый приток реки Москвы.
- Незнайка — река в Московской области и Москве, левый приток Десны.
- Нехлюдов рукав — ручей в Мытищинском лесопарке, приток Яузы.
- Никольская канава — река на востоке Москвы, в Косине, правый приток Чечёры.
- Никольский овраг (также Михнёвский ручей, в верховьях Пожинский овраг) — ручей на юге Москвы, левый приток или исток Журавенки.
- Нищенка (также Граворна, Гравороновка, Граворонка, Грайворонка) — река на востоке города Москвы, левый приток реки Москвы, третий по длине приток Москвы внутри МКАД.
- Норишка (также Каришка, Аксиньин ручей) — река в Москве, правый приток реки Лихоборки.

#### О
- Олений ручей (также Маланинский ручей) — ручей на северо-востоке Москвы, правый приток реки Яузы. Запруды на ручье образуют Оленьи пруды.
- Олений ручей (Измайлово) — ручей на востоке Москвы, в Измайловском лесу, левый приток ручья, протекающего через Красный пруд (Красного ручья?).
- Ольховецкий ручей (также Ольховецкий проток) — ручей в центральной части Москвы, правый приток Чечёры.
- Ольшанка (также Алчанка, Альшанка, Бибиревка) — река в северной части города Москвы, правый приток реки Чермянки.
- Онучин овраг — река на юго-западе Москвы, правый приток Раменки.
- Остроумовский ручей — родник, ручей, овраг расположенные на западе Москвы, правый приток Москвы на севере Воробьёвых гор.
- Охотничий ручей — ручей на востоке Москвы, правый приток Яузы.
- Очаковка — река на юго-западе Москвы, левый приток Раменки.

#### П
- Перовский ручей (также Хлудовский ручей, Владимирский ручей) — малая река в пределах Москвы (район «Перово»), левый приток р. Нищенка.
- Песочный ручей (также Проток) — ручей в центральной части Москвы, левый приток Москвы.
- Петряев овраг — ручей на юге Москвы, левый приток Битцы.
- Пехорка (также Пехра́) — река в Московской области и Москве, левый приток Москвы-реки.
- Планерный ручей — искусственный водоток на севере Москвы, левый приток Братовки.
- Плинтовка — река в Капотне на юго-востоке Москвы, левый приток Москвы.
- Подон — река в центральной части Моквы, левый приток Москвы.
- Подоселки (овраг) — бывший овраг в Москве, один из истоков Никольского оврага.
- Попов овраг (Городня) — овраг на юге Москвы, правым отвершек Тепляковского оврага.
- Попов овраг (Битца) (также Ясеневский овраг (нижний)) — овраг на юге Москвы, левый приток Битцы.
- Пресня (в XIX веке также Синичка) — малая река в центре Москвы, левый приток реки Москвы.
- Путяевский ручей — ручей на северо-востоке Москвы, правый приток Яузы. Образует каскад Путяевских прудов.

#### Р
- Раменка (также Тарасовка, Кабловка, от устья Очаковки до устья Рогачёвки — Дашин овраг, выше — Тарасовский овраг) — река на юго-западе Москвы. Крупнейший правый приток Сетуни.
- Растань — река на юге Москвы, правый приток Москвы-реки.
- Рачка — река в центре Москвы, левый приток Москвы-реки.
- Ржавка (также Ржавица) — река в Зеленограде, левый приток Сходни.
- Рогачёвка — река на юго-западе Москвы, правый приток Раменки.
- Рождественский ручей — ручей на северо-западе Москвы, правый приток Сходни.
- Руднёвка — река на востоке Москвы (в Косине), правый приток Пехорки.
- Рузаев овраг (также овраг Рукав) — овраг на юго-западе Москвы, левый приток Битцы.
- Румянцевский ручей — ручей на западе Москвы, правый приток Сетуни.
- Рыбинка (также Рыбенка, Ровенка) — река в Москве, правый приток Яузы.

#### С
- Савкин овраг (также Савин овраг) — овраг на юге Москвы между Нагатиным и Коломенским, правый отвершек Большого оврага (Жужи).
- Садковский овраг — верхний левый приток Шмелёвки.
- Садновский овраг (также Знаменский овраг) — овраг на юге Москвы на окраине Бутовского лесопарка. Впадает в главный пруд усадьбы Знаменские Садки.
- Салтыковский овраг — овраг на юге Москвы, правый приток Битцы.
- Самородинка (также Смородинка, Смородиновка, Селятинка) — река на юго-западе Москвы. Крупный правый приток р. Очаковки.
- Сара — река в центральной части Москвы, левый приток Москвы-реки.
- Северный Октябрьский ручей (также Соболев овраг, Соболевский овраг, Соболевский ручей) — ручей на северо-западе Москвы, в Щукино, левый приток Москвы.
- Сеньковский овраг — ручей на юге Москвы, правый приток реки Городня.
- Серебрянка (также Измайловка, в древности Робка) — река на востоке Москвы (в Измайловском парке), левый исток реки Хапиловки.
- Серебряный овраг — ручей на западе Москвы, правый приток Москвы.
- Сетунь — река на западе Москвы и в Московской области, правый приток реки Москвы.
- Сетунька — река на западе Москвы в Солнцеве и частично на территории Московской области, правый приток Сетуни.
- Сивка (также Сивец) — река в центре Москвы, правый приток Черторыя
- Синичка — река, ныне полностью заключённая в коллектор, в районе Лефортово города Москвы, левый приток Яузы.
- Собачий ручей — ручей на востоке Москвы, левый приток Красного ручья.
- Соровский овраг (также Змеёвка) — река, нижний правый приток Шмелёвки.
- Сорочка — река в центре Москвы, левый приток Москвы.
- Сосенка — река в Москве, правый приток Хапиловки.
- Сосенка — река в России, протекает на новых территориях города Москвы, левый приток Десны.
- Спирков вражек (также Дегунинский ручей) — ручей на севере Москвы, левый приток Лихоборки.
- Средний ручей — ручей на юго-востоке Москвы, левый приток Плинтовки.
- Стеклянка (также Стеклянный ручей, ручей Ватной Фабрики) — ручей на востоке Москвы, в Измайлове, правый приток Серебрянки.
- Студенец (приток Москвы) (также Ваганьковский ручей, Нижняя Чёрная Грязь) — ручей в центре Москвы, левый приток Москвы-реки.
- Студенец (приток Копытовки) — река на северо-востоке Москвы, правый приток Копытовки.
- Сходня (в древности Всходня, также Суходня, Входня, Выходня) — река в городе Москве и Московской области, левый приток Москвы-реки.

#### Т
- Таракановка — река на северо-западе Москвы, левый приток Москвы-реки
- Татаровский овраг (также Сухой ручей) — ручей на западе Москвы, вблизи Северного Крылатского, правый приток Москвы-реки.
- Тепляковский овраг — овраг на юге Москвы, подходит справа к реке Городне.
- Троекуровский ручей — ручей на западе Москвы, в Кунцеве, правый приток Сетуни.
- Троице-Лыковский ручей — река на западе Москвы, правый приток Москвы-реки у северной окраины Троице-Лыкова.

#### У
- Угрешский ручей — ручей на юго-востоке Москвы, в Кожухове, правый приток Нищенки.
- Успенский вражек (также Успенский враг) — бывший правый приток Неглинной в центральной части Москвы.

#### Ф
- Фермский ручей — правый приток Жабенки.
- Филька (также Хви́лка, Хи́лка) — река на западе Москвы, правый приток реки Москвы.
- Фрезер (ручей) (также Карачаровский ручей) — ручей на юго-востоке Москвы, левый приток Нищенки.

#### Х
- Хапиловка — малая река на востоке Москвы, крупнейший приток Яузы (слева).
- Харигозинский ручей — ручей на востоке Москвы, в Измайлове, левый приток Липитинского ручья.
- Химка — река в Московской области и на севере Москвы, левый приток реки Москвы.
- Ходынка (также Ходынь, Ходыня) — река на северо-западе Москвы. Левый приток реки Таракановки.
- Хохловка (части также имеют названия Калитниковский ручей, Хохловский ручей, Калитенка) — река на юго-востоке Москвы, близ Калитниковского кладбища, правый приток Нищенки. Запружена, образует Калитниковский пруд.
- Хуторской ручей (также Кладбищенский ручей) — правый исток Машкинского ручья.

#### Ц
- Цыганка (также Язовка) — река на юго-западе Москвы, в Южном Бутове, левый приток Сосенки.

#### Ч
- Чаченка — река на западе Москвы, правый приток реки Москвы.
- Черепишка — река на юге Москвы, в районе Бирюлёво Восточное. Левый приток Бирюлёвского ручья.
- Чермянка (также Черница, Чёрная) — река на севере Москвы, правый приток Яузы.
- Черногрязка (приток Яузы) — небольшая река в Москве, правый приток Яузы, впадала в Яузу недалеко от устья Яузы.
- Чёрный ручей — левый приток реки Серебрянки, находится на востоке Москвы, частично заключён в коллектор.
- Чертановка (также Чертонавка, Чертона, Черкасовский ручей и овраг, Водянка, Беляевская речка, в Узком — Поддубенка, левый отвершек выше Коньковского оврага у Севастопольского проспекта — Лебяжий овраг) — река в Битцевском парке и Чертаново, левый приток реки Городни.
- Черторый (также Черторой) — левый приток Москвы-реки, протекал по краю Белого города (по линии нынешних Никитского и Гоголевского бульваров и Соймоновского проезда), в настоящее время заключён в трубу.
- Чечёра (приток Яузы) (также Чечера, Ольховка) — правый приток реки Яузы.
- Чечёра (приток Руднёвки) — правый приток реки Руднёвки, длина 7 км. Частично на протяжении 2,5 км протекает по подземному коллектору. Начинается в Московской области в Салтыковке, протекает по границе города и области.
- Чечёра (приток Цыганки) — правый приток реки Цыганка (Язовка), в муниципальном округе Южное Бутово.
- Чура — река на юге Москвы. Правый приток Москвы-реки.
- Чура — ручей в Южном Бутово, приток Цыганки.
- Чурилиха (также Понома́рка, Голедя́нка, Любли́нка, Гляденка, Чуриха, Голодянка, Гольдянка) — река на востоке города Москвы, левый приток реки Нищенки.

#### Ш
- Шмелёвка (также Шмелёвский ручей, Хмелёвка, Зябликов ручей) — правый приток Городни на юго-востоке Москвы.

#### Ю
- Южный Октябрьский ручей (также Слободской овраг) — ручей на северо-западе Москвы, левый приток Москвы.

#### Я
- Язвенка (также Царицынский ручей) — река на юге Москвы. Правый приток реки Городни.
- Ясный овраг — овраг в центре Москвы (район Хамовники), левый приток Москвы.

## Каналы
- Водоотводный канал (также Обводно́й канал, Водоотводно́й канал, Обво́дный канал, Канава) — проложен в 1783—1786 вдоль центральной излучины Москвы-реки вблизи Кремля. Вместе с Москвой-рекой окаймляет остров Балчуг.
- Гребной канал — спортивное сооружение в Москве, Россия, в районе Крылатское.
- Деривационный канал — канал в городе Москве, на границе районов Южное Тушино и Покровское-Стрешнево. Входит в состав канала имени Москвы.
- Канал имени Москвы (сокращённо КиМ, до 1947 года — канал Москва — Волга) — соединяет реку Москву с Волгой.
- Лихоборский канал (также Головинский) — деривационный канал на северо-западе Москвы, часть Лихоборской обводнительной системы.
- Карамышевское спрямление — часть системы Канала имени Москвы. Входит в состав Карамышевской ГЭС. Находится на северо-западе Москвы в районе Хорошёво-Мнёвники около Карамышевской набережной.
- Хорошёвское спрямление — «естественное продолжение» Канала имени Москвы. Находится в районе Хорошёво-Мнёвники на северо-западе Москвы между Серебряным Бором и набережной Новикова-Прибоя.

## Пруды

### А
- Ангарские пруды (большой и малый, ранее Коровинские) — верховые пруды на истоке ручья Спирков вражек (с 1960-х годов протекает в закрытом русле (длина 4,2 км)), левого притока реки Лихоборки.

### Б
- Бекет — пруд, находится на территории Южного административного округа рядом с пересечением Третьего транспортного кольца с Большой Тульской улицей в районе Загородного шоссе, в пойме реки Чуры, и является одним из природных памятников Москвы.
- Беловежский пруд — искусственный водоём Смоленско-Московской моренно-эрозионный возвышенности, расположен на западе г. Москва, в пределах территории района «Можайский» Западного Административного округа Москвы.
- Большой Очаковский пруд — пруд в пойме реки Очаковки.
- Большой Перовский пруд (рядом с бывшим Кусковским Химзаводом) — верховой пруд в бассейне реки Чурилихи.
- Большой Садовый пруд (также Академический пруд) — один из самых крупных прудов в Москве, в пойме р. Жабенка, притока реки Лихоборки.
- Борисовские пруды (ранее Царёвобори́совский, Царебори́совский пруд) — пруд на реке Городне в Южном административном округе Москвы, на территории районов Орехово-Борисово Северное и Москворечье-Сабурово и на границе района Братеево.

### В
- Воронцовские пруды — пруды в Воронцовском парке.
- Владимирский пруд (также Огуре́ц, Хлу́довский пруд) — искусственный водоём Мещёрской озёрно-ледниковой низменной равнины, расположен на востоке г. Москва, в северо-западной части района «Перово» Восточного административного округа Москвы.

### Г
- Головинские пруды — система прудов на севере Москвы в Головинском районе, расположенных на Головинском ручье.
- Гольяновский пруд — пруд в районе Гольяново на востоке Москвы, расположенный в Гольяновском парке.

### Е
- Егерский пруд — пруд на востоке Москвы, на юго-востоке от ПКиО «Сокольники», на Большой Остроумовской улице.

### З
- Золотой пруд — пруд на территории московского парка культуры и отдыха «Сокольники».

### И
- Измайловские пруды — каскад прудов вдоль реки Серебрянки, а также ряд соединённых протоками, но отстоящих от реки. Крупнейшие пруды — Серебряно-Виноградный и Лебедянский. Включают также: Круглый (ранее Софроновский), Олений (также Ольняный), Красный, Декоративный, Совхозный, Собачий, Большой Ивановский, Терлецкие пруды.

### К
- Калитниковский пруд (также Сиби́рский пруд) — пруд на юго-востоке Москвы, в юго-восточной части района «Таганский» Центрального административного округа Москвы.
- Корнеевские пруды (также Аршиновские, Бехтеревские, Котляковские) — два пруда (Верхний и Нижний) в пойме Котляковки в Аршиновском парке.
- Круглый пруд — пруд в Гиреево.
- Кузьминские пруды — система прудов на реке Чури́лихе (Понома́рке), расположенной на востоке и юго-востоке Москвы. Представляет собой последовательный каскад прудов, составляющих единую рекреационную зону. Включает в себя Верхний Кузьминский, Нижний Кузьминский, Шибаевский, Щучий, Люблинский пруды и ряд более мелких.
- Кусковские пруды (Большой Графский пруд, Дворцовый пруд, Пруд у Голландского домика, Пруд у Итальянского домика, Пруд Луговой, кв. Вешняки-Владычино, Пруд Кусково-просека, Пруд на пересечении ул. Юности и ал. Жемчуговой) — пруды на Кусковском ручье, притоке реки Чурилихи.

### М
- Мазиловский пруд — пруд, расположенный в долине реки Фильки между Малой Филёвской и Кастанаевской улицами.
- Мещёрский пруд (также Большо́й Меще́рский пруд) — искусственный водоём Смоленско-Московской моренно-эрозионный возвышенности, расположен на западе г. Москва, в пределах территории пос. Мещерский района «Солнцево» Западного Административного округа Москвы. Запруда на р. Невершка.
- Медведковский пруд — пруд, расположенный в Медведковском лесопарке в московском районе Северное Медведково

### Н
- Нижний Афонинский (Каховский) пруд (также Пруд на Большой Юшуньской улице, Каховский пруд) — пруд в городе Москве в районе Зюзино на юго-восточной окраине безымянного парка, у д.16 по Большой Юшуньской улице. Принадлежит бассейну реки Городни.

### О
- Оленьи пруды — пять прудов на территории ПКиО «Сокольники» в пойме Оленьего ручья: Лебяжий, Большой Олений, Малый Олений, Верхний Майский, Нижний Майский.
- Олений пруд (также Ольняный, Льняной) — один из водоёмов, расположенных в западной части территории Измайловского лесопарка. Расположен рядом с Главной Аллеей.

### П
- Патриаршие пруды (также Пионерский пруд) — единственный пруд в Центральном административном округе города Москвы на территории Пресненского района.
- Перекопский пруд (бывший Медовый пруд) — пруд в московском районе Зюзино на безымянном притоке Котловки.
- Пионерский пруд в ЦПКиО им. Горького
- Пресненские пруды — четыре пруда в московском зоопарке: Малый пруд Зоопарка и Большой пруд Зоопарка — на старой территории зоопарка в бывшей пойме реки Пресни (Большой пруд расположен в месте впадения Кабанихи и Бубны в Пресню); пруд Болото и Большой (не путать) расположены на Новой территории зоопарка в бывшей пойме Бубны.
- Путяевские пруды — каскад из шести прудов на северо-востоке Москвы, на территории парка Сокольники, в районе 4-го Лучевого просека, рядом с платформой «Маленковская» Ярославского направления Московской железной дороги.

### С
- Семёновский пруд — пруд, расположенный на юго-западе Москвы, на реке Чуре.
- Серебряно-Виноградный пруд — пруд, расположенный на востоке Москвы, в пойме реки Серебрянки (в районе Первомайской улицы), близ станции метро «Партизанская». Копань и частично запруда на р. Серебрянке и её правом притоке Стекляннке.
- Собачий пруд — один из водоёмов, расположенный в западной части территории Измайловского лесопарка. Расположен рядом с Главной Аллеей и просекой ЛЭП, пересекающей весь Измайловский парк с запада на северо-восток. Водоём представляет собой небольшой вытянутый пруд, питаемый Собачьим ручьём.
- Советский пруд (Перо́вский пруд) — искусственный водоём Мещёрской озёрно-ледниковой низменной равнины, расположен на востоке г. Москва, в юго-восточной части района и муниципального образования «Перово» Восточного административного округа Москвы (в Перовском парке, на улице Лазо).
- Соловьиный пруд — пруд на улице Рокотова, связан с верховьем левого истока Городни.

### Т
- Терлецкие пруды — пять прудов (+1 на территории в/ч): Утиный, Сапожок, Трапециевидный, Верхний, Нижний в пределах Терлецкого лесопарка в бассейне и пойме Чёрного ручья.
- Торфянка — пруд на территории одноимённого парка.

### Ф
- Фермерские пруды — три пруда: Верхний, Средний и Нижний. Пруды середины XVIII века относятся к усадьбе Петровско-Разумовское, расположены на севере Москвы в долине реки Жабенки на территории Тимирязевской академии.

### Ц
- Царицынские пруды — пруды на юго-востоке Москвы на территории ООПТ «Царицыно»: Верхний Царицынский пруд на р. Язвенке, Нижнецарицынский пруд в пойме р. Городни, Борисовский пруд или Царёвоборисовский пруд на р. Городне.

### Ч
- Чертановские пруды (Чертаново северное)
- Чистые пруды

### Вне алфавита
- Пруд Алтуфьевского района (также пруд Марс) — пруд в Алтуфьевском районе Северо-Восточного административного округа города Москвы в бассейне реки Ольшанки.

## Озёра
- Озёра в Зеленограде - школьное озеро, большой и малый городской пруд, каменский пруд, заводской пруд, чёрное озеро.
- Озёра в Косино — Белое, Чёрное, Святое

## Прочее
- Нагатинский затон — затон (заводь) на реке Москве на территории города Москвы.
- Химкинское водохранилище — водохранилище, расположенное на северо-западе Москвы. Это единственное водохранилище на территории города.